# Le Cimetière de cathédrales
Le Cimetière de cathédrales est le troisième album de la série de bande dessinée Rork, écrite et dessinée par Andreas. Il a été publié en 1988 aux éditions du Lombard.

## Résumé

### Préambule: le journal du professeur Wallace de Wolf
L'album s'ouvre sur sept planches introductives, intitulées « Journal du professeur Wallace de Wolf ». Ce carnet de notes raconte la découverte d'une aquarelle chez un antiquaire new yorkais, montrant la flèche d'une cathédrale gothique émergeant d'une luxuriante forêt tropicale. Des recherches en Europe, dans les archives de Saint-Jacques-de-Compostelle, mettent Wallace sur la trace d'une communauté hérétique du 14e siècle, les « Chavoisiens », pourchassés par l'inquisition espagnole, réfugiés dans les Pyrénées, puis bannis par Isabelle d'Espagne et forcés à l'exil dans le Nouveau Monde. La découverte d'un talisman incite Wallace à entreprendre une expédition en Amazonie, accompagné de son fils Sidney, et de son assistante, Fay McKee.

### Expédition dans la jungle amazonienne
On retrouve les trois explorateurs dans leur avancée à travers la forêt tropicale. Lors d'une rencontre avec des indigènes hostiles, Fay est blessée par une fléchette empoisonnée qui provoque des visions hallucinatoires. 
C'est alors que Rork, renvoyé d'un monde lointain où il s'était égaré, fait son apparition, affaibli par les épreuves subies dans l'autre monde. Il accompagne les archéologues, sentant la proximité d'une « force ».

### Arrivée au cimetière des cathédrales
Ils découvrent une vallée secrète abritant le « cimetière de cathédrales », et habitée par deux forces mystérieuses qui s'y affrontent depuis quatre siècles. Conscients d'un danger qui les menace, les explorateurs établissent un campement et montent la garde. À minuit, un vacarme et une lumière émanant de l'un des édifices attire leur attention.
Une confrontation avec Lévèc, bâtisseur de cathédrales qui a sombré dans la folie, mène à la mort de Sydney. 

Plan du labyrinthe de la cathédrale de Chartres, dans le monde réel.

Après avoir trouvé un escalier secret, les explorateurs trouvent une grotte naturelle sous la cathédrale. Au centre d'un cercle de pierres dressées est enchaîné un personnage émacié, mais vivant. Après avoir rétabli la forme du cercle, le personnage émerge du coma et se présente comme « Yosta ».

### Le chemin du retour
Yosta accompagne les explorateurs sur leur chemin du retour, déclarant que « quatre siècles » passés en ce lieu, « c'est largement assez ». Pendant leur marche, il fait le récit de l'arrivée des Chavoisiens dans le Nouveau Monde, la découverte du cercle de pierres dressées, la construction des cathédrales « au-dessus du monument païen », le déclin de la communauté,  la folie grandissante de l'architecte principal, Charles Johan Lévèc.
Arrivés à un port fluvial, les voyageurs se séparent: Wallace et Faye prennent un bateau pour Manaus. Rork annonce qu'il « continue vers le nord » en passant par le Mexique (où se déroulera le prochain album, Lumière d'étoile). Rork indique à Yosta qu'ils se retrouveront, « dans un an, chez moi ».

## Personnages
- Rork
- Professeur Wallace de Wolf, archéologue
- Sidney de Wolf, fils de Wallace
- Fay McKee, archéologue, assistante de Wallace
- Charles Johan Lévèc, bâtisseur de cathédrales
- Yosta, héritier des Chavoisiens, détenteur d'une force mystique

## Genèse de l'album
À la suite du succès des deux premiers Rork, Fragments et Passages, édités en 1984, l'éditeur Lombard demande à Andreas de continuer la série. 
Andreas planifie alors un cycle de cinq albums complets. Le Cimetière des cathédrales, paru en 1988, est le premier chapitre de ce cycle conçu comme un ensemble. Il se démarque en termes de narration des deux premiers albums, qui étaient des compilations d'histoires courtes.
Dans le dossier de l'édition intégrale de 2012, Andreas révèle que « tout est parti d'une image que j'avais en tête. (...) Je voyais la double page du cimetière, et j'ai construit l'histoire autour : il y avait une jungle, donc des explorateurs ».

## Histoire éditoriale
- Publication dans le Journal de Tintin, entre juin et août 1987[3]
- Publication en album, Le Lombard, coll. « Histoires et légendes », 1988,  (ISBN 2-8036-0682-8)
- Nouvelle édition, Le Lombard, 1992,  (ISBN 2-8036-1003-5)